# Galasso Galassi
Galasso Galassi est un peintre italien du Quattrocento, qui a été actif à Ferrare entre 1450 et 1488. Après quelques années à Bologne, il fut l'un des premiers peintres de l'école de Ferrare, l'un des rares du XVe siècle.

## Biographie
Après être passé par Borgo San Sepolcro, pour quelques travaux appréciés, il retourna à Ferrare où il fut un très bon maître.
Giorgio Vasari consacre une courte biographie à Galasso dans la première édition des Vite en 1550. Elle disparaît dans celle de 1568 où les éléments sur sa biographie sont  « comprimés et  rattachées à la vie de Nicolo Aretino ». Les informations données par Vasari restent  cependant, aujourd’hui encore, les seuls éléments, avec quelques documents d'archive, qui nous permettent de retracer, la vie de Galasso.

## Œuvres
- Plusieurs scènes de La Passion pour l'église de Mezzaratta à Bologne, avec Jacopo Avanzi.

## Sources
- (en) Cet article est partiellement ou en totalité issu de l’article de Wikipédia en anglais intitulé « Galasso Galassi » (voir la liste des auteurs).